# Erich Reisinger
Erich Reisinger (* 8. Juni 1900 in Graz; † 20. August 1978 ebenda) war ein österreichischer Zoologe und Professor für Zoologie an der Universität Graz.
Reisinger, der Sohn eines Druckers, war ab 1921 Demonstrator am Zoologischen Institut der Universität Graz, an der er 1922 promoviert wurde (Untersuchungen über die Bau und die Funktion des Exkretionsapparates bei rhabdocoelen Turbellarien). 1926 war er auf Grönland-Expedition und 1927 ging er an die Universität zu Köln zu Ernst Bresslau. Er lehrte ab 1932 als Dozent und ab 1933 nach der erzwungenen Emigration von Bresslau als provisorischer Leiter des Zoologischen Instituts. 1939 wurde er außerordentlicher Professor in Köln. Im Zweiten Weltkrieg war er Soldat und in Kriegsgefangenschaft (bis 1945) und danach bis 1954 bei Pflanzenschutz und Kontrolle von Schädlingsbekämpfung bei der Landwirtschaftskammer von Kärnten. 1952 wurde er ordentlicher Professor und 1954 Vorstand des Zoologischen Instituts in Graz. 1970 wurde er emeritiert.
Er erforschte in der in Graz von Ludwig Graff de Pancsova und Josef Meixner (1889–1946) begründeten Tradition insbesondere Turbellaria (Strudelwürmer), aber auch andere Würmer. Er befasste sich mit deren Phylogenie, Anatomie, Physiologie und Systematik. Außerdem befasste er sich allgemein mit der Tierwelt in der Steiermark.
1967/68 war er Präsident der Deutschen Zoologischen Gesellschaft. Mit Curt Kosswig und Sören Ludvig Poul Tuxen gründete er die Zeitschrift für zoologische Systematik und Evolutionsforschung. Ab 1962 war er Mitglied der Österreichischen Akademie der Wissenschaften.

## Schriften
- Veränderungen in der Tierwelt im Grazer Raum innerhalb der letzten sechzig Jahre. In: Mitteilungen der Abteilung für Zoologie am Landesmuseum Joanneum. Band 1, Graz 1972, S. 5–28.
- Die mediterranen, illyrischen und pannonischen Faunenelemente in der Steiermark. Akad. Druck- und Verlagsanstalt, Graz 1965.